# Loft Story (Québec)
Pour les articles homonymes, voir Loft Story.
 (janvier 2009).
Si vous disposez d'ouvrages ou d'articles de référence ou si vous connaissez des sites web de qualité traitant du thème abordé ici, merci de compléter l'article en donnant les références utiles à sa vérifiabilité et en les liant à la section « Notes et références ».
Loft Story est une émission de télévision québécoise de téléréalité adaptée de l'émission néerlandaise Big Brother et diffusée sur TQS à l'automne 2003, l'hiver 2006, l'automne 2006, à l'automne 2007, à l'automne 2008 et au printemps 2009.
En été 2009, l'émission Loft Story s'arrête à la suite d'audiences en baisse et une lassitude de l'émission. Cet arrêt laisse place à Big Brother (Québec) où les candidats ont plus de compétition et les castings plus évolués (de 18 à 60 ans).

## Présentation de l’émission

### Déroulement
La première saison a été animée par Renée-Claude Brazeau et Philippe Fehmiu et produite par Guy Cloutier Réalité, filiale de Guy Cloutier Communications. Éric Lapointe interprète la chanson thème de l’émission Les uns contre les autres, écrite par Luc Plamondon. Malgré des cotes d'écoutes importantes pour un réseau comme TQS, la production de l'émission fut déficitaire, principalement à cause du peu de vente des nombreux produits dérivés mis sur le marché (disque, revue, etc.) et à cause du manque d'intérêt de la part des annonceurs publicitaires. C'est cette situation qui explique le délai de plus de deux ans entre la production de la première et de la deuxième saison.
Les saisons 2 à 6 sont produites par Télé-Vision V Inc., filiale de Groupe Télé-Vision Inc. Lors de la saison d'hiver 2006, l'émission était animée par Isabelle Maréchal et Virginie Coossa. Pour les saisons 3,4,5 Marie Plourde a remplacé Isabelle Maréchal, alors que Virginie Coossa est demeurée coanimatrice. Lors des saisons 5 et 6, Kim Rusk, la gagnante de la saison 3, était la coanimatrice. La saison 6 sera animée par Pierre-Yves Lord.
La saison 6 sera une édition spéciale de style « All-Stars » (spéciale d'étoiles), un peu comme la série originale Big Brother qui a fait le même type de saison spéciale. Douze participants de saisons précédentes reviendront rejouer le jeu. Six candidats seront choisis par la production et six seront choisis par le public. La production a annoncé le plus grand prix de l'histoire de Loft Story. La saison 6 a débuté en mars 2009 et on a annoncé que se serait la dernière édition de Loft Story à TQS.

### Principes
Plusieurs modifications aux principes ont été faites à partir de la deuxième saison. L'eau chaude n'est plus rationnée comme elle l'était durant la première série, la production tente de diriger les péripéties des lofteurs et les intrigues en provoquant des situations qui améliorent le spectacle télévisuel (comme une chasse au trésor, des épreuves et des énigmes). La deuxième série voit aussi apparaître le « Maître du loft » qui joue un rôle plus pro-actif en étant lui-même un personnage à part entière. Pour la quatrième saison, des changements ont été effectués dans le loft (changements décoratifs et nouvelles pièces : lounge et chambre du patron) et le décor des émissions a été changé.

### Lieux
Pour la première saison, le loft et le studio de l'émission du dimanche étaient situés dans deux bâtiments distincts dans l'arrondissement Saint-Hubert à Longueuil. Pour les deuxième et troisième séries, le loft et le studio ont partagé le même édifice dans l'arrondissement LaSalle à Montréal. Pour la quatrième série, en raison de problèmes de logistique causés par le déplacement du gala du dimanche soir au mercredi soir, le studio est maintenant situé à quelques minutes de marche du loft, toujours dans l'arrondissement LaSalle.

### Changements
Un grand changement dans la quatrième saison de Loft Story, il n'y a qu'une seule personne qui se mérite le titre de gagnant de Loft Story 4. De plus, il y a la fameuse voûte avec les cinq combinaisons, dont une seule qui pourra ouvrir le coffre-fort qui contient la somme de 75 000 $. 
Coup de théâtre, après que Mathieu Cass soit nommé gagnant de Loft Story 4, le Maître annonce la destruction du loft qui avait parcouru jusqu'à maintenant trois saisons. Les concurrents sont donc plongés dans un nouveau loft, utilisé pour les saisons 5 et 6.

## Saisons